# Oxymegaspis schultzei
Oxymegaspis schultzei is een halfvleugelig insect uit de familie schuimcicaden (Cercopidae). De wetenschappelijke naam van deze soort is voor het eerst geldig gepubliceerd in 1931 door Schmidt.